# Осциллятор (конфигурация клеточного автомата)
Осцилля́тор (англ. oscillator) — класс конфигураций в «Жизни» — модели клеточного автомата, созданной Конвеем.

## Описание
Осциллятор — конфигурация клеточного автомата, которая после конечного числа поколений повторяется в изначальном виде и положении. Другими словами, осциллятор — это любой образец, который является предшественником самого себя, хотя до очередного повтора его состояния может проходить сколь угодно большое количество поколений.
Минимальное число поколений, через которое осциллятор возвращается в исходное состояние, называется периодом осциллятора. Осциллятор с периодом 1 обычно называется устойчивой конфигурацией, так как он не изменяется в ходе эволюции.
В зависимости от контекста, космические корабли также могут считаться осцилляторами, но обычно они рассматриваются в качестве отдельного типа фигур.

## Примеры
В «Жизни» конечные осцилляторы известны для всех периодов, после нахождения в июле 2023 последних недостающих осцилляторов с периодами 19 и 41. Это открытие доказало, что «Жизнь» является омнипериодическим клеточным автоматом, так как существует метод, позволяющий сконструировать осциллятор с любым периодом большим или равным 43.
Кроме того, до июля 2022 все известные примеры осцилляторов с периодом 34 были тривиальными, поскольку они состояли из отдельных компонент, осциллирующих с ме́ньшими периодами. К примеру, осциллятор с периодом 34 можно получить путём размещения во вселенной двух независимых осцилляторов с периодами 2 и 17. Осциллятор считается нетривиальным, если он содержит хотя бы одну клетку, период осцилляции которой равен периоду осциллятора.
- Мигалка, период 2[9][10]
- Звезда, период 3[11]
- Крест, период 3[12]
- Французский поцелуй, период 3[13]
- Часы-2, период 4[14]
- Вертушка, период 4[15]
- Октагон-2, период 5[16]
- Фумарола, период 5[17]
- Пятигушка, период 5[18]
- Галактика Кока, период 8[19]
- Пентадекатлон, период 15[20]

## Внешние ссылки
- Николай Белюченко. Словарь Жизни. Архивировано 10 октября 2012 года.
- Stephen A. Silver. Life Lexicon. Архивировано 26 мая 2013 года.
- Eric Weisstein Treasure Trove of the Life Cellular Automaton Oscillators
- LifeWiki List of known oscillators
- Game of Life Information Class 2 Objects — Oscillators
- A collection of oscillators in the Game of Life (zip file)